# Simeón Bar Sabas
Simeon Barsabae, nombre también escrito como Shimun Bar Sabbae o Shemon Bar Sabbae (en siríaco, ܡܪܝ ܫܡܥܘܢ ܒܪܨܒܥܐ; f. Viernes Santo de 339) fue un patriarca cristiano de Seleucia-Ctesifonte, el jefe de facto de la iglesia del Este hasta su muerte. Fue obispo durante las persecuciones del rey Sapor II del Imperio sasánida de Persia, y fue ejecutado con otros muchos seguidores. Es venerado como santo en múltiples confesiones cristianas.

## Biografía
Shimun Bar Sabae fue hijo (bar) de un tejedor. En el año 316 fue nombrado coadjutor de su predecesor en el obispado, Papa bar Gaggai, en Seleucia-Ctesiphon. Posteriormente fue acusado de ser amigo del emperador romano y de tener una correspondencia secreta con él. Con esa base, Sapor II ordenó la ejecución de todos los sacerdotes cristianos. Por su negativa a adorar al sol, Simeón fue decapitado junto con cientos de cristianos, incluidos obispos, sacerdotes y creyentes laicos. Entre estos se incluyen, Abdella (o Abdhaihla), Ananias (Hannanja), Chusdazat (Guhashtazad, Usthazan, o Gothazat), y Pusai (Fusik), Askitrea, la hija Pusai, el eunuco Azad (Asatus) y otros compañeros, cuya cifra varía desde los 1150 a los 100.  Sozomaino, un historiados del siglo V, sostiene que el número de mártires en el Imperio sasánida de esa época fue de 16 000. Otro historiador, Al-Masoudy del siglo X considera que esta cifra significó el genocidio de 200 000 cristianos.